# Карлос Лопес Естрада
Карлос Лопес Естрада (на испански: Carlos López Estrada) е мексиканско-американски режисьор на реклами, филми и музикални видеоклипове. Роден в Мексико, на 12-годишна възраст се премества в САЩ, а по-късно се записва в университета Чапман. Син е на мексиканската продуцентка Карла Естрада.
Режисьорският му дебют е през 2017 г. с филма Blindspotting.

## Биография
Лопес Естрада режисира късометражен филм, озаглавен Identity Theft, базиран на едноактова пиеса, написана от Андрю Ротшилд. В него участват актьорите ветерани Бил Ъруин и Кейт Бъртън. Премиерата на филма е на Международния фестивал за късометражни филми в Палм Спрингс през 2015 г.
Лопес Естрада режисира първия си игрален филм през 2017 г. Blindspotting с участието на Дейвид Дигс и Рафаел Касал. Филмът, пуснат през 2018 г., е полуавтобиографичен и е базиран на живота на Дигс и Касал.
През октомври 2019 г. Уолт Дисни Анимейшън Студиос обявява, че разработва игрален филм с Лопес Естрада. Назначен е за режисьор на предстоящия игрален римейк на класическия пълнометражен анимационен филм на студиото Робин Худ от 1973 г. Лопес Естрада режисира Рая и последният дракон съвместно с Дон Хал. В началото на 2022 г. Карлос Лопес Естрада напуска Дисни, а през юли 2022 г. се присъединява към екипа на Нексъс Студиос.

## Филмография

### Филми
| Година | Заглавие                 | Позиция  | Позиция   | Позиция | Позиция                             |
| Година | Заглавие                 | Режисьор | Продуцент | Друга   | Бележки                             |
| ------ | ------------------------ | -------- | --------- | ------- | ----------------------------------- |
| 2018   | Blindspotting            | Да       | Не        | Не      |                                     |
| 2019   | Замръзналото кралство II | Не       | Не        | Да      | Творчески ръководител               |
| 2020   | Summertime               | Да       | Да        | Да      | Допълнителен материал към историята |
| 2021   | Рая и последният дракон  | Да       | Не        | Да      | Творчески ръководител               |
| 2021   | Енканто                  | Не       | Не        | Да      | Творчески ръководител               |
| 2022   | Чуден свят               | Не       | Не        | Да      | Творчески ръководител               |

### Телевизия
| Година | Заглавие                                 | Режисьор | Актьор | Роля                          | Бележки            |
| ------ | ---------------------------------------- | -------- | ------ | ----------------------------- | ------------------ |
| 2006   | Двете лица на Ана                        | Не       | Да     | Лукас Санчес                  | Теленовела         |
| 2007   | Изпепеляваща страст                      | Не       | Да     | Клаудио Фернандес де ла Куева | Теленовела         |
| 2015   | Las Fantásticas Aventuras del Focus 2015 | Да       | Не     |                               | 3 епизода          |
| 2017   | High & Mighty                            | Да       | Не     |                               | 8 епизода          |
| 2019   | Легион                                   | Да       | Не     |                               | Епизод: „Глава 21“ |